# Seelentium
Seelentium bezeichnet eine 2006 geschaffene Tourismusregion im Westen von Oberösterreich, mit einzelnen Gemeinden im Land Salzburg und in Bayern. Der Name der Region ist eine Verschmelzung aus dem  deutschen Wort See und dem lateinischen Wort silentium (= Lautlosigkeit, Schweigen, Stille) und soll zum Ausdruck bringen, dass es sich bei diesem Gebiet um eine ruhige Landschaft mit Seen handelt. Zusätzlich steckt bewusst das Wort Seele in diesem Namen. In dem zuvor vom Fremdenverkehr nur wenig berührten Gebiet wird auf schonenden Tourismus gesetzt.

## Geografie
Die Tourismusregion Seelentium umfasst derzeit sechzehn Gemeinden und Städte im Oberen Innviertel, im Salzburger Flachgau und in Oberbayern:
| - Burghausen (Bayern) - Eggelsberg (OÖ) - Feldkirchen bei Mattighofen (OÖ) - Franking (OÖ) - Geretsberg (OÖ) - Haigermoos (OÖ) - Hochburg-Ach (OÖ) - Lamprechtshausen (Salzburg) - Mattighofen (OÖ) | - Moosdorf (OÖ) - Ostermiething (OÖ) - Sankt Georgen bei Salzburg (Salzburg) - St. Pantaleon (OÖ) - St. Radegund (OÖ) - Tarsdorf (OÖ) - Tittmoning (Bayern) |

Bei den Seen, die Pate für den Namen der Region standen, handelt es sich ausschließlich um kleine Badeseen von lokaler Bedeutung sowie um einige Gewässer ohne solche Nutzungsmöglichkeit. Diese sind
- Heratinger See oder Ibmer See (Gemeinde Eggelsberg)
- Holzöstersee (Gemeinde Franking)
- Höllerersee (Gemeinden Haigermoos und Sankt Pantaleon)
- Huckinger Seen (im Grenzgebiet der Gemeinden Tarsdorf und Geretsberg)
- Leitgeringersee (Tittmoning)
- Seeleitensee (im Naturschutzgebiet des Ibmer Moores, Gemeinde Eggelsberg)
- Wöhrsee (unterhalb der Burg von Burghausen)

Das Ibmer Moor, das Weidmoos sowie weite Teile der Ufer der Salzach als Grenzfluss zwischen Oberösterreich bzw. Salzburg und Bayern sind als Naturschutzgebiete ausgewiesen.

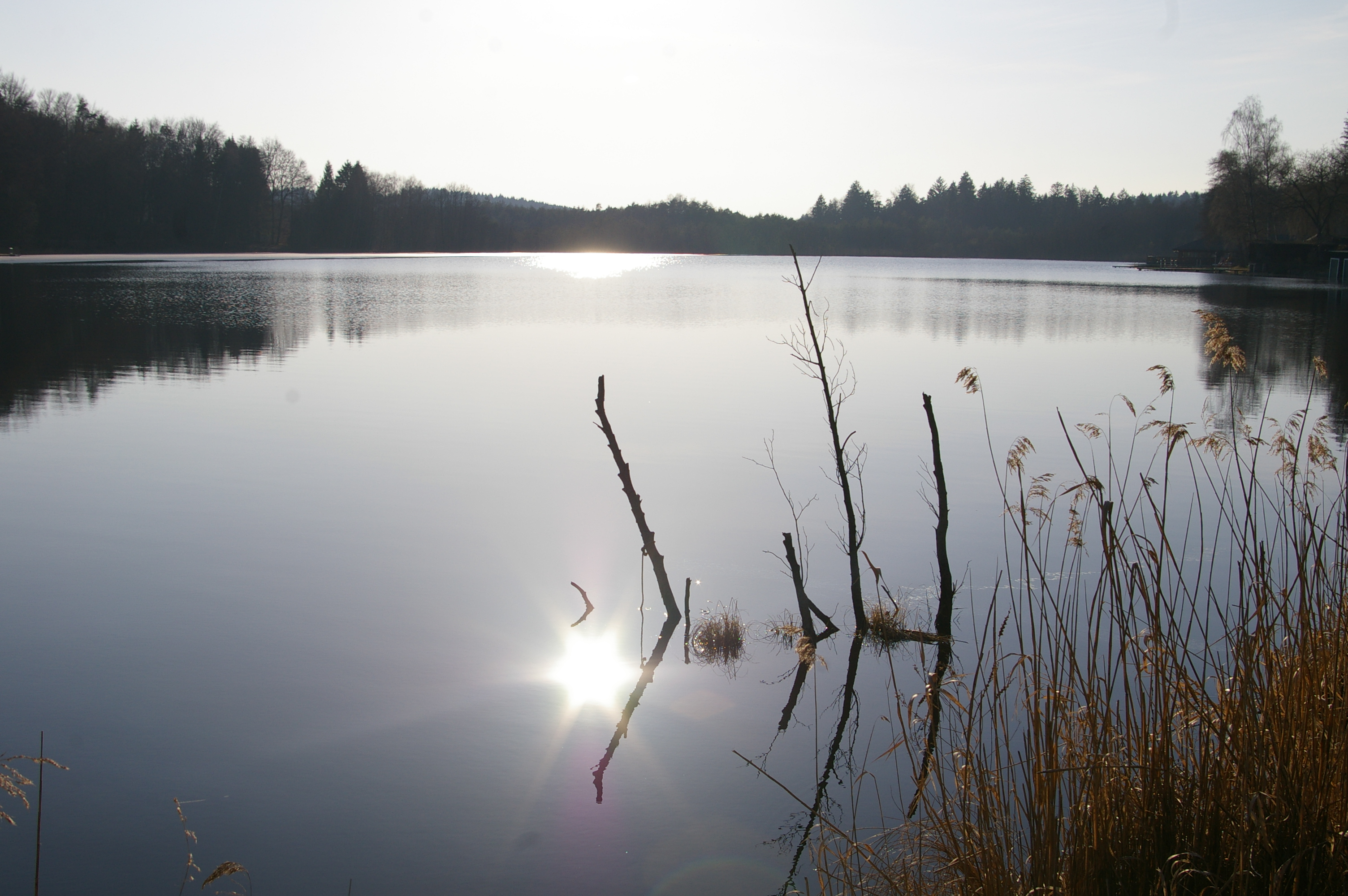
Holzöstersee
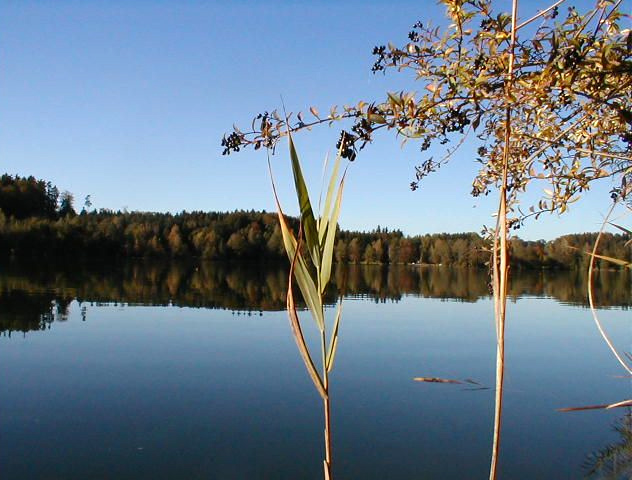
Höllerersee
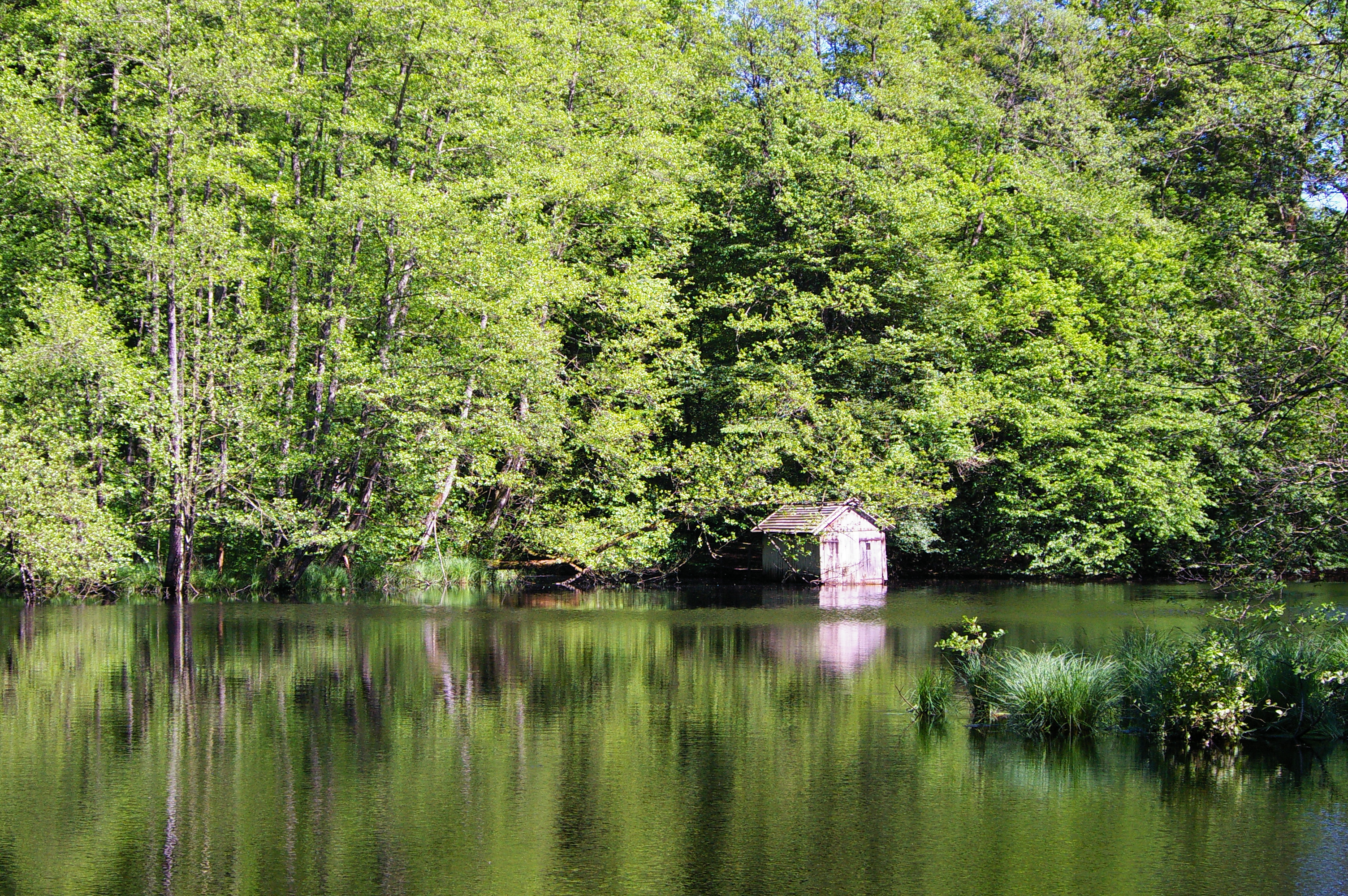
Huckinger See
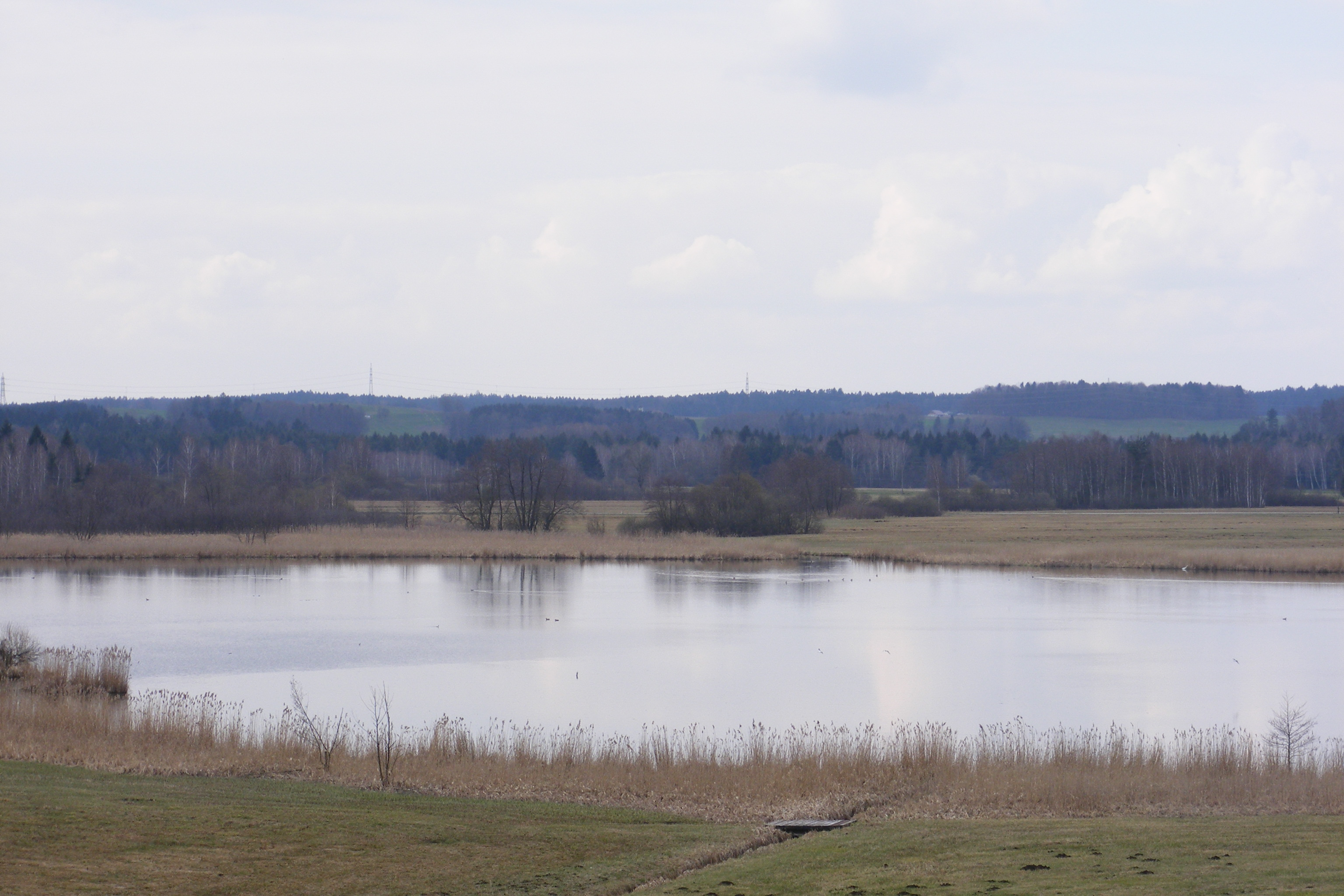
Seeleitensee
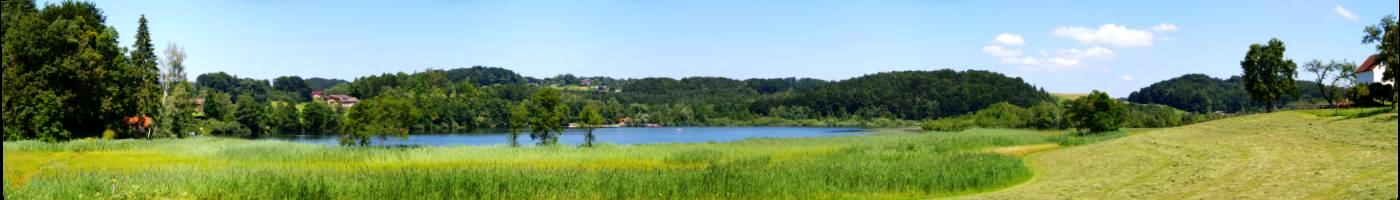
Heratinger See

## Organisation und Geschichte: Verein und Verband Seelentium
Seelentium entstand aus einem LEADER-Marketingprojekt. Dabei handelt es sich um ein von der Europäischen Union initiierten und geförderten Programm zur Stärkung des (auch länderübergreifenden) ländlichen Raumes, mit dem im vorliegenden Fall der Fremdenverkehr im Oberen Innviertel gefördert werden soll. Umgesetzt wurde es innerhalb der Leader-Region Oberinnviertel–Mattigtal.
Der Verein Seelentium wurde schon 2005 in Franking gegründet. Im Laufe der Jahre konnten als Wohlfühlregion weitere Gemeinden und Unternehmen für die Mitarbeit gewonnen werden, insbesondere das bayerische Burghausen in der Planung einer gemeinsamen bayerisch-oberösterreichischen Landesausstellung.
Die Europäische Kommission zeichnete im Jahr 2010 Seelentium mit dem EDEN Award aus, der an Regionen mit besonders schonendem und nachhaltigem Tourismus vergeben wird. Die Einreichung für den Preis trug den Titel „Die Seele des Wassers spüren“.
2010 begannen auch diejenigen 10 Gemeinden der Region Oberinnviertel–Mattigtal, die der Teilregion Seelentium angehören, einen regionalen Agenda 21-Prozess (UNO-Nachhaltigkeitsprogramm).
Während zu Beginn der Kooperation lediglich Franking als Tourismusgemeinde gewertet wurde (eine Einstufung der Nächtigungsintensität), erlangten im Jahr 2011 auch die beiden Gemeinden Eggelsberg und Hochburg-Ach diesen Status.
Im Oktober 2011 trat auch die oberösterreichische Stadt Mattighofen, inzwischen ebenfalls Tourismusgemeinde, dem Verein bei. Franking und Hochburg-Ach gründeten dann den gemeinsamen Tourismusverband Seelentium (mehrgemeindige Tourismusregion nach Oö. Tourismus-Gesetz) – die anderen beiden Gemeinden sind vorerst noch mit örtlichen Verband organisiert.
Mit dem gleichzeitigen Beitritt der beiden Salzburger Gemeinden Lamprechtshausen und Sankt Georgen bei Salzburg zum Verein wurde Seelentium zu einem grenzübergreifenden Dreiländer-Projekt, in dem 7 Tourismusverbände beteiligt sind. Seither nennt sich der Verein österreichischerseits Seelentium – Wohlfühlregion Oberes Innviertel / Flachgau.
2012 wurde dann mit der gemeinsamen Landesausstellung Verbündet, verfeindet, verschwägert – Bayern und Österreich ein überregional prominentes gemeinsames Projekt umgesetzt.

## Werbetätigkeit

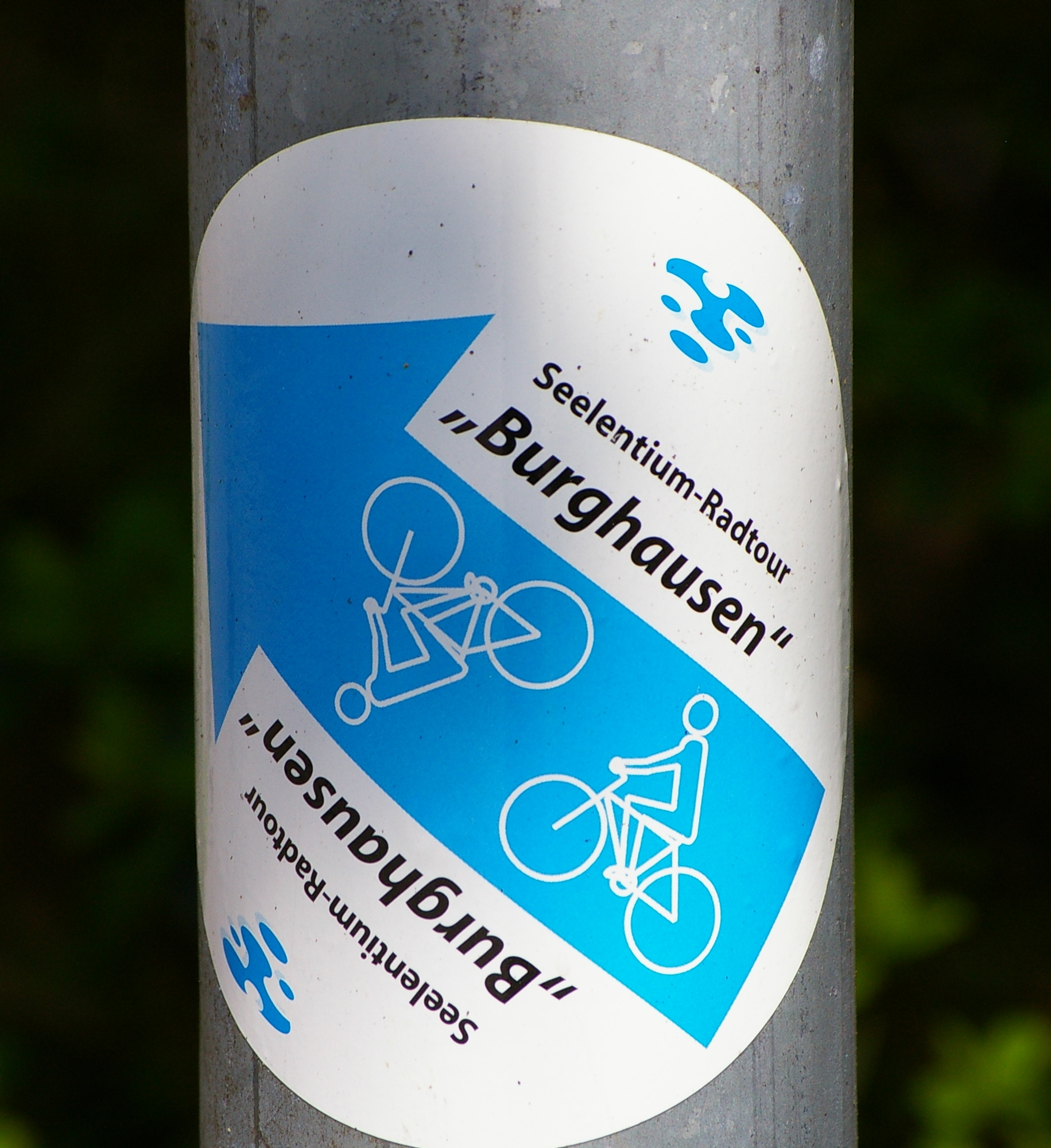
Werbeaufkleber für einen Radweg in der Region

In der touristischen Werbearbeit werden die Konnotationen der Begriffe Stille und Ruhe genützt. Gemäß dem Motiv eines behutsamen Umgangs mit der Natur wird auf Nachhaltigkeit und Entschleunigung gesetzt. Im Einklang damit finden sich in den Werbetexten auch kaum Superlative, sondern es kommen bevorzugt Begriffe des Schönen, Ruhigen und Gemächlichen sowie des Genießens zum Einsatz.
Konkret bewerben die in Seelentium zusammengeschlossenen Tourismusverbände der einzelnen Gemeinden besonders den landschaftlichen Charakter, die weniger bekannten Sehenswürdigkeiten der Region sowie das Angebot an sportlicher Betätigung: Badeseen, Radwege, Wanderwege (mit dem Pilgerweg Via Nova) sowie Reiten und Fischen.
Die gemeinsame bayerisch-oberösterreichische Landesausstellung 2012 mit den Hauptorten Burghausen, Mattighofen und Ranshofen rückte das kulturelle Erbe der Region in den Vordergrund. Auch das Thema Stille Nacht spielt in der touristischen Arbeit eine Rolle, da Franz Xaver Gruber in Hochburg geboren wurde und in Arnsdorf im Gemeindegebiet von Lamprechtshausen als Lehrer unterrichtete.